# Mirante do Vale
Mirante do Vale je mrakodrap v brazilském městě São Paulo. S 51 patry měří 170 metrů. Dokončen byl v roce 1960.